# Presidenti del Consiglio regionale dell'Alsazia
Il presidente del Consiglio regionale dell'Alsazia (in francese Président du conseil régional d'Alsace) era il capo del governo dell'ex regione francese dell'Alsazia e il capo del suo Consiglio regionale
Con la riforma delle regioni, a partire dal gennaio 2016 le sue funzioni sono assunte dal presidente del Consiglio regionale del Grand Est.

## Elenco
| Mandato           | Mandato          | Presidente | Presidente       | Partito | Partito                                                                   |
| ----------------- | ---------------- | ---------- | ---------------- | ------- | ------------------------------------------------------------------------- |
| 1973              | 1977             |            | André Bord       |         | Unione dei Democratici per la Repubblica Raggruppamento per la Repubblica |
| 1977              | 1980             |            | Pierre Schiélé   |         | Unione per la Democrazia Francese                                         |
| 1980              | 1996             |            | Marcel Rudloff   |         | Unione per la Democrazia Francese                                         |
| 22 marzo 1996     | 22 agosto 2009   |            | Adrien Zeller    |         | Unione per la Democrazia Francese Unione per un Movimento Popolare        |
| 14 settembre 2009 | 26 marzo 2010    |            | André Reichardt  |         | Unione per un Movimento Popolare                                          |
| 26 marzo 2010     | 31 dicembre 2015 |            | Philippe Richert |         | Unione per un Movimento Popolare I Repubblicani                           |